# Justified (album)
Pour les articles homonymes, voir Justified.
Albums de Justin Timberlake
FutureSex/LoveSounds
(2006)
Singles
1. Like I Love You
Sortie : 14 octobre 2002
2. Cry Me A River
Sortie : 25 novembre 2002
3. Rock Your Body
Sortie : 7 avril 2003
4. Señorita
Sortie : 8 juillet 2003
5. I'm Lovin' It
Sortie : 20 octobre 2003

Justified est le premier album studio en solo de Justin Timberlake, sorti le 4 novembre 2002. Sa collaboration aux tubes de N.E.R.D et au succès Where Is the Love? des Black Eyed Peas n'est que précurseur de ce que sera l’album Justified . Justified marque la fin officielle des années boys band de Justin et lui ouvre la porte vers le monde du hip-hop, surtout lorsque l'on sait que les producteurs les plus prolifiques de l'époque tels que Timbaland et les Neptunes ont pratiquement produit cet album dans son ensemble. À ce jour, Justified s'est écoulé à plus de dix millions d'exemplaires dans le monde. En 2004, l'incident du Nipplegate avec Janet Jackson a fait exploser la vente de cet album.

## Liste des titres
| 1.    | Señorita (featuring Pharrell)                                     | Justin Timberlake, Chad Hugo, Pharrell Williams                            | The Neptunes            | 4:55 |
| 2.    | Like I Love You (featuring Clipse)                                | Justin Timberlake, Chad Hugo, Pharrell Williams                            | The Neptunes            | 4:44 |
| 3.    | (Oh No) What You Got (featuring Timbaland)                        | Justin Timberlake, Tim Mosley                                              | Timbaland               | 4:31 |
| 4.    | Take It from Here                                                 | Justin Timberlake, Chad Hugo, Pharrell Williams                            | The Neptunes            | 6:14 |
| 5.    | Cry Me a River                                                    | Justin Timberlake, Tim Mosley, Scott Storch                                | Timbaland, Scott Storch | 4:48 |
| 6.    | Rock Your Body (featuring Vanessa Marquez)                        | Justin Timberlake, Chad Hugo, Pharrell Williams                            | The Neptunes            | 4:27 |
| 7.    | Nothin' Else                                                      | Justin Timberlake, Chad Hugo, Pharrell Williams                            | The Neptunes            | 4:59 |
| 8.    | Last Night                                                        | Justin Timberlake, Chad Hugo, Pharrell Williams                            | The Neptunes            | 4:47 |
| 9.    | Still on My Brain                                                 | Justin Timberlake, Harvey Mason, Jr., Damon Thomas                         | The Underdogs           | 4:36 |
| 10.   | (And She Said) Take Me Now (featuring Janet Jackson et Timbaland) | Justin Timberlake, Tim Mosley, Scott Storch                                | Timbaland, Scott Storch | 5:31 |
| 11.   | Right for Me (featuring Bubba Sparxxx et Timbaland)               | Justin Timberlake, Tim Mosley                                              | Timbaland               | 4:30 |
| 12.   | Let's Take a Ride                                                 | Justin Timberlake, Chad Hugo, Pharrell Williams                            | The Neptunes            | 4:44 |
| 13.   | Never Again                                                       | Justin Timberlake, Brian McKnight                                          | Brian McKnight          | 4:35 |
| 14.   | Worthy Of (Hidden track)                                          | Justin Timberlake, Ivan Barias, Carvin Haggins, Valvin Roane, Frank Romano | Carvin & Ivan           | 4:09 |
| 63:15 |                                                                   |                                                                            |                         |      |

| 15. | Why, When, How | Anthony Dixon, James Brion, Anthony Nance, Justin Timberlake | Anthony Dixon | 4:01 |

| 1. | I'm Lovin' It                                              | Justin Timberlake, Chad Hugo, Pharrell Williams | The Neptunes | 3:40 |
| 2. | Like I Love You (Basement Jaxx Vocal Mix)                  |                                                 |              | 7:44 |
| 3. | Cry Me a River (Dirty Vegas Vocal Mix)                     |                                                 |              | 6:13 |
| 4. | Rock Your Body (Sander Kleinenberg's Just In The Club Mix) |                                                 |              | 9:12 |
| 5. | Señorita (Num Club Mix)                                    |                                                 |              | 6:04 |
| 6. | I'm Lovin It (Extended Mix)                                |                                                 |              | 4:04 |

## Classements et certifications
| Classement                 | Meilleure Position | Certification | Ventes       |
| -------------------------- | ------------------ | ------------- | ------------ |
| Australie - ARIA Charts    | 9                  | 3 × Platine   | 210 000      |
| Autriche                   | 33                 | Or            | 15 000       |
| Belgique - Région wallonne | 8                  | Or            | 25 000       |
| Belgique - Région flamande | 10                 | Or            | 25 000       |
| Canadian Albums Chart      | 3                  | 2 × Platine   | 200 000      |
| Danemark                   | 4                  | Platine       | 30 000       |
| Pays-Bas                   | 4                  | 2 × Platine   | 160 000      |
| Europe - Top 100           |                    | Platine       | 1 million    |
| Finlande                   | 7                  |               |              |
| France                     | 30                 | Or            | 210 500      |
| Allemagne                  | 11                 | Platine       | 300 000      |
| Hongrie - Mahasz           | 36                 |               |              |
| Italie                     | 47                 |               |              |
| Nouvelle-Zélande           | 5                  | Platine       | 15 000       |
| Norvège                    | 9                  |               |              |
| Suède                      | 21                 | Or            | 20 000       |
| Suisse                     | 22                 | Platine       | 40 000       |
| UK Albums Chart            | 1                  | 5× Platine    | 1,8 million  |
| Billboard 200              | 2                  | 3 × Platine   | 3,5 millions |
| Top R&B/Hip-Hop Albums     | 2                  | 3 × Platine   | 3,5 millions |